# محطة قطار اكليس رود
محطة قطار اكليس رود (بالإنجليزية: Eccles Road railway station)‏‏ هي محطة قطار في المملكة المتحدة، تُشغلها قطارات إيست ميدلاند. افتُتحت هذه المحطة في 1845، ويبلغ عدد مسارات أرصفتها 2.